# High Island (Texas)
High Island é uma área não-incorporada localizada no condado de Galveston, Texas. A cidade está localizada no extremo leste do condado, na península Bolivar, a menos de uma milha do condado de Chambers e a menos de duas milhas do condado de Jefferson. Em 2000, 500 pessoas residiam em High Island.
A National Aubudon Society opera quatro santuários de pássaros na área, e a cidade é nacionalmente famosa como destino para a observação de pássaros, particularmente entre 1 de Abril a 15 de Maio. O Parque Estadual de Sea Rim está no condado vizinho de Jefferson, mas é somente acessível através de High Island depois que a Auto-estrada estadual 87 foi fechada em 1990.